# Саррис, Эндрю
Э́ндрю Са́ррис (англ. Andrew Sarris; 31 октября 1928 года, Бруклин — 20 июня 2012 года) — американский кинокритик и теоретик кино. Обозреватель нью-йоркского еженедельника Village Voice, традиционный оппонент Полин Кейл. Профессор Колумбийского университета. Один из соучредителей Национального общества кинокритиков.
Саррис разделял многие взгляды кинокритиков Cahiers du cinéma и пропагандировал в США авторское кино. В обзорной книге The American Cinema: Directors and Directions (1968) он впервые рассмотрел историю американского кинематографа под углом режиссуры. Тогда же он выделил режиссёров второго и третьего эшелонов — крепких профессионалов, но не «авторов». К ним он относил, в частности, Билли Уайлдера и Стенли Кубрика.

## Сочинения
- The Films of Josef Von Sternberg
- The American Cinema: Directors and Directions 1929–1968
- Confessions of a Cultist
- The Primal Screen
- Politics and Cinema
- The John Ford Movie Mystery
- You Ain't Heard Nothin' Yet: The American Talking Film – History and Memory, 1927–1949